# Al-Sanamayn (okrug)
Okrug Al-Sanamayn (ar. منطقة الصنمين‎) je okrug u sirijskoj pokrajini Daraa. Po popisu iz 2004. (prije rata), okrug je imao 167.993 stanovnika. Administrativno sjedište je u naselju Al-Sanamayn.

## Nahije
Okrug je podijeljen u nahije (broj stanovnika se odnosi na popis iz 2004.):
- Al-Sanamayn (ناحية الصنمين): 113.316 stanovnika.[2]
- Al-Masmiyah (ناحية المسمية) :8.773 stanovnika.[3]
- Ghabaghib (ناحية غباغب): 45.793 stanovnika.[4]